# Nicholas Angelich
Nicholas Michael Angelich (Cincinnati, 1970. december 14. – Párizs, 2022. április 18.) amerikai zongoraművész. Karrierje nagy részét Franciaországban töltötte.

## Élete, munkássága
Angelich az Ohio állambeli Cincinnatiben született. Családja Európából származott: apja Borivoje (Bora) Andjelitch (1932–2012) montenegrói jugoszláv hegedűművész, anyja a Szovjetunióból származó, román, szlovák, örmény felmenőkkel rendelkező Clara Kadarjan (1936–2014) zongoratanár volt. Mindketten a belgrádi Zeneakadémián tanultak, családnevüket az 1960-as években változtatták Angelichre, amikor kivándoroltak az Egyesült Államokba.
Nicholas Angelich ötéves korában kezdett zongorázni, édesanyja tanította. Már két évvel később, csodagyerekként adta első koncertjét, Mozart 21. zongoraversenyét (K. 467) adta elő. Tizenhárom éves korában Párizsba költözött, hogy a Conservatoire National Superieur de Musique-on tanuljon, ahol tanárai közé tartozott Aldo Ciccolini, Yvonne Loriod, Michel Beroff és Marie-Françoise Bucquet, és részt vett Maria João Pires, Dmitrij Baskirov és Leon Fleisher mesterkurzusain is.
1989-ben második díjat nyert az Ohio állambeli Clevelandben megrendezett Casadesus Nemzetközi Zongoraversenyen, öt évvel később pedig elnyerte a Gina Bachauer Nemzetközi Zongoraverseny első díját. 1995-ben debütált New York-i Alice Tully Hallban, Franz Schubert, Sergey Rachmaninov és Maurice Ravel szerzeményeit játszotta. A 2002-es Ruhr-vidéki Zongorafesztiválon megkapta a fiatal tehetségek díját. Franciaországban kétszer is, 2013-ban és 2019-ben az „Év hangszeres szólistájának” választották a Victoires de la Musique Classique-on. 2003 májusában debütált a New York-i Filharmonikusokkal, a karmester Kurt Masur volt, Beethoven 5. zongoraversenyét játszotta. Ezután az összes nagyobb zenekarral fellépett olyan karmesterek alatt, mint Jaap van Zweden, Yannick Nézet-Séguin és Vladimir Jurowski. Első lemezfelvételén Rachmaninov zongoraműveit játszotta. A Renaud Capuçon és Gautier Capuçon társaságában rögzített Brahms-triók felvétele elnyerte a Német Lemezkritikusok Díját.
2009–2010-es turnéja során koncertezett a londoni Queen Elizabeth Hallban, a firenzei Teatro della Pergolában, a Milánói Konzervatóriumban, Hágában és a párizsi Theatre du Chatelet-ben. Ekkor már a korszak egyik legnagyobb zongoristájának tartották. A 2010–2011-es évad megnyitóján Maurice Ravel D-dúr, balkezes versenyművét adta elő a Skót Királyi Nemzeti Zenekar és Stéphane Denève karmester mellett a Dundee-beli Caird Hallban, az edinburgh-i Usher Hallban és a glasgowi Királyi Koncertteremben szeptember 23. és 25. között. 2018-ban ismét Denève vezénylésével játszott a Philadelphia Orchestra kíséretében. 2021-ben egészségügyi problémák (krónikus tüdőbetegség) miatt abbahagyta a koncertezést, de a szezont még két montreali hangversennyel akarta befejezni, az Orchestre Métropolitain és Yannick Nézet-Séguin mellett. Erre már nem kerülhetett sor, mert degeneratív tüdőelégtelenséggel a párizsi Bichat–Claude Bernard Kórházba került, tüdőátültetésen esett át, de 2022. április 18-án, 51 éves korában elhunyt.

## Repertoárja
Nicholas Angelich kiváló, a közönség, a kollégák és a kritikusok által elismert szólista és kamarazenész volt. Különösen a 19. század romantikus zeneszerzői műveinek, Beethoven, Schumann, Chopin, Liszt és különösen Brahms zenedarabjainak értelmezéséről volt ismert. „Kisfiú koromban sok Brahms-zenét hallottam játszani otthon. Mondható, hogy a Brahms iránti szeretetemet a szüleimnek köszönhetem” – nyilatkozta. Repertoárja mindazonáltal ettől sokkal szélesebb: magába foglalja Bach barokk műveit, valamint a 20. századot és azon túl is, mint például Rachmaninov, Prokofjev, Sosztakovics, Bartók, Ravel és Boulez. „Nagyon szeretem a 20. század zenéjét és az orosz zenét is … A probléma, ami néha nagyon frusztráló, hogy nem lehet mindent egyszerre csinálni” – mondta egy interjújában. 2000-ben ő játszotta Pierre Henry Concerto sans orchestra című művének ősbemutatóját, amit neki ajánlott a komponista.

## Felvételei
Válogatás az AllMusic nyilvántartásából.
| Megjelenés | Tartalom                                                                                               | Közreműködők                                                           | Kiadó                                |
| ---------- | --- | ---------------------------------------------------------------------- | ------------------------------------ |
| 1995       | Rachmaninov: Etudes-Tableaux Op. 33, Op. 39                                                            |                                                                        | Harmonia Mundi                       |
| 2004       | Brahms: Piano Trios Nos. 1–3                                                                           | Renaud Capuçon, Gautier Capuçon                                        | Erato, Virgin Classics               |
| 2004       | Liszt: Années de pèlerinage, 1st year, 2nd year, 3rd year                                              |                                                                        | Mirare                               |
| 2005       | Brahms: Violin Sonatas Nos. 1–3                                                                        | Renaud Capuçon                                                         | Erato, Virgin                        |
| 2006       | Beethoven: Piano Sonatas No. 21, No. 12, No. 32                                                        |                                                                        | Mirare                               |
| 2007       | Brahms: Klavierstücke, Op. 116–119                                                                     |                                                                        | Virgin                               |
| 2008       | Brahms: Piano Quartets Nos. 1–3                                                                        | Gautier Capuçon, Renaud Capuçon, Gérard Caussé                         | Erato, Virgin Classics               |
| 2010       | Brahms: Piano Concerto No. 2; Klavierstücke, Op. 76                                                    | Frankfurt Radio Symphony Orchestra, Paavo Järvi                        | EMI Classics, Erato, Virgin Classics |
| 2011       | Bach: Goldberg Variations                                                                              |                                                                        | Virgin Classics                      |
| 2014       | Brahms: Piano Concertos 1 & 2                                                                          | Frankfurt Radio Symphony Orchestra, Paavo Järvi                        | Erato                                |
| 2015       | Baptiste Trotignon: Concerto pour piano „Different Spaces”; Trois Pièces pour deux pianos & piano seul | Orchestre National Bordeaux Aquitaine, Paul Daniel, Baptiste Trotignon | Naïve                                |
| 2016       | Dedication (Liszt, Schumann, Chopin)                                                                   |                                                                        | Erato                                |
| 2018       | Beethoven: Piano Concertos 4 & 5                                                                       | Insula Orchestra, Laurence Equilbey                                    | Erato                                |
| 2021       | Prokofiev: Sonata No. 8; Visions fugitives; Romeo & Juliet                                             |                                                                        | Erato                                |